# Ana María Montoya
Ana María Montoya (24 de setembro de 1991) é uma futebolista colombiana que atua como meia.

## Carreira
Ana María Montoya integrou do elenco da Seleção Colombiana de Futebol Feminino, nas Olimpíadas de 2012.